# ستيف لانغ (مغنية)
ستيف لانغ هي منتجة أسطوانات ومغنية وكاتبة غنائية كندية، ولدت في 30 ديسمبر 1988 في نانيامو إي في كندا.

## وصلات خارجية
- الموقع الرسمي
- ستيف لانغ على موقع ميوزك برينز (الإنجليزية)
- ستيف لانغ على موقع ميوزك برينز (الإنجليزية)
- ستيف لانغ على موقع ديسكوغز (الإنجليزية)
- ستيف لانغ على موقع ديسكوغز (الإنجليزية)